# Communauté de communes du canton de Bourbon-Lancy
La Communauté de communes du canton de Bourbon-Lancy est une ancienne structure intercommunale française appartenant à la région Bourgogne et au département de Saône-et-Loire.

## Composition
Elle comporte les communes suivantes :
1. Bourbon-Lancy
2. Chalmoux
3. Cronat
4. Gilly-sur-Loire
5. Lesme
6. Maltat
7. Mont
8. Perrigny-sur-Loire
9. Saint-Aubin-sur-Loire
10. Vitry-sur-Loire

## Historique
Elle est créée par arrêté préfectoral le 11 décembre 2009.
La communauté de communes fusionne le 1er janvier 2012 avec la communauté de communes du canton d'Issy-l'Évêque sous le nom de Communauté de communes entre Somme et Loire.